# Liste der Monuments historiques in Courcelles-sur-Aire
Die Liste der Monuments historiques in Courcelles-sur-Aire führt die Monuments historiques in der französischen Gemeinde Courcelles-sur-Aire auf.

## Liste der Objekte
| Bezeichnung                     | Beschreibung                           | Standort                        | Kennzeichnung | Schutzstatus | Datum | Bild |
| ------------------------------- | -------------------------------------- | ------------------------------- | ------------- | ------------ | ----- | ---- |
| Altarkreuz                      | Messing, 17. Jahrhundert               | in der Kirche Ste-Agathe (Lage) | PM55002731    | Inscrit      | 2010  |      |
| Epitaph für Marguerite Guerrier | Kalkstein, bemalt, bezeichnet 1686     | in der Kirche Ste-Agathe (Lage) | PM55001753    | Inscrit      | 1996  |      |
| Skulptur Heilige Barbara        | Stein, farbig gefasst, 17. Jahrhundert | in der Kirche Ste-Agathe (Lage) | PM55001752    | Inscrit      | 1995  |      |
| Skulptur Heilige Agatha         | Stein, farbig gefasst, 18. Jahrhundert | in der Kirche Ste-Agathe (Lage) | PM55001751    | Inscrit      | 1980  |      |